# Muni Ki Reti
Muni Ki Reti is een nagar panchayat (plaats) in het district Tehri Garhwal van de Indiase staat Uttarakhand. De plaats ligt aan de Ganges, ten noordoosten van Rishikesh.

## Demografie
Volgens de Indiase volkstelling van 2001 wonen er 7.879 mensen in Muni Ki Reti, waarvan 63% mannelijk en 37% vrouwelijk is. De plaats heeft een alfabetiseringsgraad van 73%.